# Partidul Ecologist Român
Partidul Ecologist Român (PER) este un partid politic, fost membru al Alianței AER pentru România (AER) din România, înființat pe 16 ianuarie 1990.

## Istorie
Partidul Ecologist Român a fost înființat pe 16 ianuarie 1990, sub conducerea lui Adrian Manolache. Acesta s-a retras din conducere la 20 aprilie 1990, cand Conferința Naționala a partidului l-a ales ca președinte pe Otto Ernest Weber. PER a participat la alegerile legislative din mai 1990, obținând 1,69% din voturi pentru Adunarea Deputaților și 1,38% din voturile pentru Senat, (8 mandate la Camera Deputatilor, unul la Senat). Cele mai multe voturi au fost obținute în marile orașe cu un grad de poluare mai ridicat, precum Brașov (7,1% din totalul voturilor exprimate), Sibiu (6,37%), Alba Iulia (5,34%), Bacău (4,43%) sau București (2,45%).
La data de 26 noiembrie 1991, PER a participat la fondarea Convenției Democrate Române, alături de PNȚCD, PNL, PSDR, PAC, UDMR si de formațiunile civile din Forumul Democratic Antitotalitar din România (FDAR). Participând pe liste comune cu ceilalți membri ai alianței, PER a obținut, la alegerile parlamentare din 27 septembrie 1992, patru mandate pentru Camera Deputaților.
Primul congres al partidului a avut loc la data de 25 aprilie 1994, fiind adoptat Statutul si Programul și fiind aleasă conducerea executivă (Otto Weber - președinte si Anghel Rugină - președinte de onoare).
La congresul de la Brașov  din 8-9 iunie 1996 a fost adoptat un nou Statut si un nou Program și a fost aleasă conducerea: președinte - Otto Weber, prim-vicepreședinte - Cornel Protopopescu, președinte de onoare - Anghel Rugină, vicepreședinti - Mihai Measnicov, Ioan Baraș, Ioan Roșca, Vasile Ghiga, președinte al Organizației de Tineret- Claudiu Protopopescu.
La alegerile legislative din 3 noiembrie 1996, PER a participat din nou pe listele CDR, obținând două mandate de deputat și trei de senator. În august 2000, când CDR s-a reorganizat, PER a ieșit din alianță, încercând coagularea unui pol ecologist în jurul său. Acest scop a fost îndeplinit prin crearea Polului Ecogist din România, pe 19 septembrie 2000, alături de Partidul Alternativa Verde “Ecologiștii” și de Convenția Ecologistă din România.
Polul Ecologist nu a reușit să treacă pragul electoral la alegerile legislative din 26 noiembrie 2000, cand a obținut doar 0,93 % din voturile pentru Camera Deputaților și 0,99 % din cele pentru Senat. Acest eșec a determinat formarea unui Comitet de Inițiativă pentru reorganizarea partidului, alcătuit din Cornel Protopopescu, Valentin Vasilescu, Adrian Pânzătescu, Claudiu Protopopescu, Anton Creană, Anghel Mihailescu, Vasile Grecu, Gabriela Bosnejoan și Nicolae Mureșan. În ședința din 21 iulie 2001 a Senatului, a fost suspendat întregul Birou Executiv, în frunte cu Otto Weber, și a fost creat un Comitet pentru organizarea unui Congres Extraordinar. Congresul Extraordinar din 1 septembrie 2001 a adoptat un nou statut, un program și a ales conducerea: Cornel Protopopescu - președinte, Grecu Vasile – prim-vicepreședinte, Iuliana Dafînoiu - secretar general. De asemenea, Congresul a stabilit strategia partidului pentru următoarea perioadă, în sensul creării unui singur partid ecologist în Romania, prin fuziunea partidelor existente. În cursul anului 2002, Partidul Ecologist Român a demarat tratativele de fuziune cu Partidul Alternativa Verde “Ecologiștii” si Convenția Ecologistă din România, iar la 1 martie 2003 a avut loc fuziunea acestora, în cadrul unui Congres Extraordinar. Noua conducere era alcătuită din: Cornel Protopopescu - președinte, Dan Hazaparu - presedinte al Consiliului Național, Marius Mateescu - președinte executiv, doi prim-vicepresedinti - Mihail Marinescu, Vasile Grecii, Octavian Ciobota - secretar general și 15 vicepreședinți) Noul partid avea ca obiectiv, pentru alegerile legislative din 2004, obținerea a 8-10% din voturi, care să permită participarea la guvernare.
Congresul Extraordinar al Partidului Ecologist Român din 5 iunie 2005 a adoptat un nou statut, un nou program politic și a ales o noua conducere: Petru Lificiu – președinte, Octavian Ciobota – președinte al Consiliului Național, Marius Mateescu – președinte executiv, Viorel Anton – secretar general, 3 prim-vicepreședinți - Dănuț Pop, Ioan Utiu și Vasile Grecu.
În privința obiectivelor politico-economice, PER își propunea să militeze pentru separarea reală a puterilor în stat, dezvoltarea economiei de piață, promovarea competenței în toate sectoarele de activitate, reducerea decalajelor față de statele UE și creșterea nivelului de trai al românilor.
În iunie 2007 Petru Lificiu a fost demis de la conducerea partidul, din cauza incapacității sale de a organiza PER în vederea alegerilor europarlametare din 2007, în contradicție cu ce a promis și s-a angajat să facă.
Dănuț Pop a ocupat poziția de președinte interimar până la congresul din februarie 2008, când a fost validat președintele partidului. El a îndeplinit această funcție până la data de 7 aprilie 2008, când l-a delegat pe Cristian Jura (Secretar general ales la congresul din februarie 2008) în funcția de președinte al Partidului Ecologist Român. Însă, Cristian Jura a demisionat din toate funcțiile sale și din PER trei luni mai târziu, în iunie 2008.  La alegerile locale din același an, PER a obținut 3 posturi de primari (în județele Botoșani, Covasna și Constanța) și 180 de consilieri locali, cele mai bune rezultate fiind obținute în județul Bacău.
În februarie 2011 PER a lansat proiectul Clubului Ecologist Român (CER).
În vara lui 2023,  Ecologiștii au anunțat un restart pentru formațiunea politică, cu o nouă conducere și au anunțat că își recalibrează agenda publică în acord cu temele zilei, de la siguranța alimentară la protejarea mediului, într-un context tot mai complicat pentru agricultură și mediu în general.

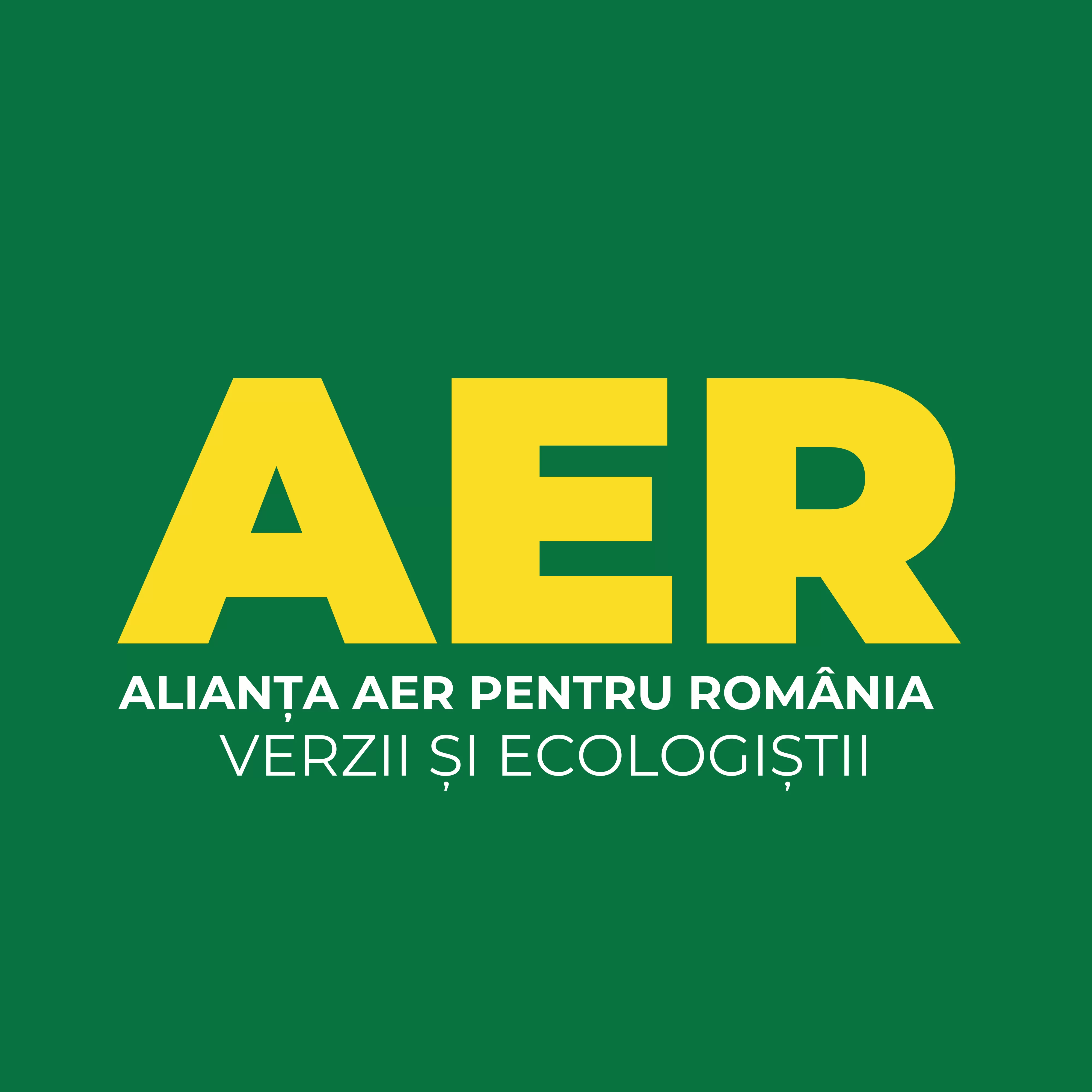
Alianța AER pentru România (Partidul Verde și Partidul Ecologist Român)

În 9 Decembrie, Partidul Verde și Partidul Ecologist Român au decis formarea Alianța AER pentru România.

## Critici la adresa PER
În luna martie a anului 2011, Partidul Ecologist Român (PER) a fost criticat de către Partidul Verde (PV) pentru susținerea acordată proiectului de exploatare cu cianuri a aurului de la Roșia Montană.

## Președinții Partidului Ecologist Român
- Adrian Manolache (1990)
- Otto Weber (1990–2001)
- Cornel Protopopescu (2001–2005)
- Petru Lificiu (2005–2007)
- Dănuț Pop (2007–2022)
- Mircia Gutău (2023)
- Florin Secară (2023–prezent; interimar)

## Publicație
- „Omul și natura” (martie 1990–martie 1994)